# 1961 (film)
1961 er en dansk kortfilm fra 2013 instrueret af Lars Drost Hundebøll.

## Handling
Dokumentaristerne Lars og Lasse har i flere måneder været i gang med en dokumentar om komikeren Rune Tolsgaard. Under en interviewsession modtager Rune en mistænkelig pakke. Pakkens indhold leder Lasse og Lars på sporet af en gammel uopklaret drabssag fra 1961 i byen Skydebjerg på Fyn.